# BE (album, Beady Eye)
BE je druhé studiové album anglické rockové kapely Beady Eye. Bylo vydáno 10. června 2013.

## Seznam skladeb
Autory skladeb jsou Liam Gallagher, Gem Archer a Andy Bell.
1. „Flick of the Finger“ (Archer, Bell) – 3:46
2. „Soul Love“ (Gallagher) – 5:10
3. „Face the Crowd“ (Bell) – 4:00
4. „Second Bite of the Apple“ (Archer) – 3:28
5. „Soon Come Tomorrow“ (Bell) – 4:58
6. „Iz Rite“ (Archer) – 3:26
7. „I'm Just Saying“ (Bell) – 3:45
8. „Don't Brother Me“ (Gallagher) – 7:30
9. „Shine a Light“ (Gallagher) – 5:04
10. „Ballroom Figured“ (Archer) – 3:31
11. „Start Anew“ (Gallagher) – 4:29

## Obsazení
- Liam Gallagher – zpěv, tamburína, kytara
- Gem Archer – kytara, keyboard, doprovodné vokály
- Andy Bell – kytara, klávesy, doprovodné vokály
- Chris Sharrock – bicí a perkuse
- Jay Mehler – baskytara